# Sister Charity
Sister Charity (tên thật Kobutungi Charity) là một nghệ sĩ âm nhạc và nhân vật truyền hình người Tây Uganda. Cô giới thiệu chương trình buổi sáng (Sisimuka) trên TV West ở Mbarara, Uganda. Cô là người nổi tiếng với bài hát hit Grade năm 2001. Cô hát chủ yếu bằng tiếng mẹ đẻ Runyankole và sau đó là Luganda và tiếng Anh. Cô được liệt kê trong số những nghệ sĩ giỏi nhất từ Tây Uganda cùng với Juliana Kanyomozi, Angella Katatumba và Toniks trên Hi Pipo.

## Nghề nghiệp
Cô bắt đầu hát với một nhóm có tên ban nhạc TYE (Train the youth effort) vào năm 2000. Charity tham gia Rays Band thuộc sở hữu của Rasta Charz, nơi cô biểu diễn. Cô cũng đã đóng góp cho dự án AM A UGANDAN bằng cách mang thông điệp của nó trong một bài hát có tựa đề NRL OMUNYA UGANDA, một bài hát mà cô hợp tác với Santana, người đồng dẫn chương trình của cô trên TV West và cũng là một nhạc sĩ.
Sister Charity có chín album và chúng bao gồm Grade, Omufumbo, Pound, Choice, Nkyalimbooko, Jambuura và nhiều album khác. Hầu hết các bài hát này đều bằng ngôn ngữ địa phương của cô ấy (Runyankole) trừ một số ít bằng tiếng Luganda và tiếng Anh.
Cô đã chia sẻ sân khấu với các nhạc sĩ lớn nhất của Uganda như Tiến sĩ Jose Chameleone, Prossy Kankunda, Gravity Omutujju và nhiều người khác.
Vào năm 2011, Sister Charity được công bố là người dẫn chương trình cho buổi sáng (Sisimuka) trên TV West của Vision Group ở Mbarara nơi cô làm việc cho đến bây giờ.